# Musée national des arts décoratifs (Trondheim)
Le musée national des arts décoratifs de Trondheim (Nordenfjeldske Kunstindustrimuseum en norvégien) est un musée norvégien fondé en 1893. Il se situe à Trondheim dans le Trøndelag et expose un large éventail de pièces concernant les arts décoratifs et le design, dont un grand nombre de tapisseries de la norvégienne Hannah Ryggen (en), ainsi que la seule exposition permanente en Norvège concernant l'art et l'artisanat japonais.